# Khoïkhoï (peuple)
Cet article concerne un peuple. Pour la langue homonyme, voir Khoïkhoï. Pour la ville de Khoï en Iran, voir Khoy.

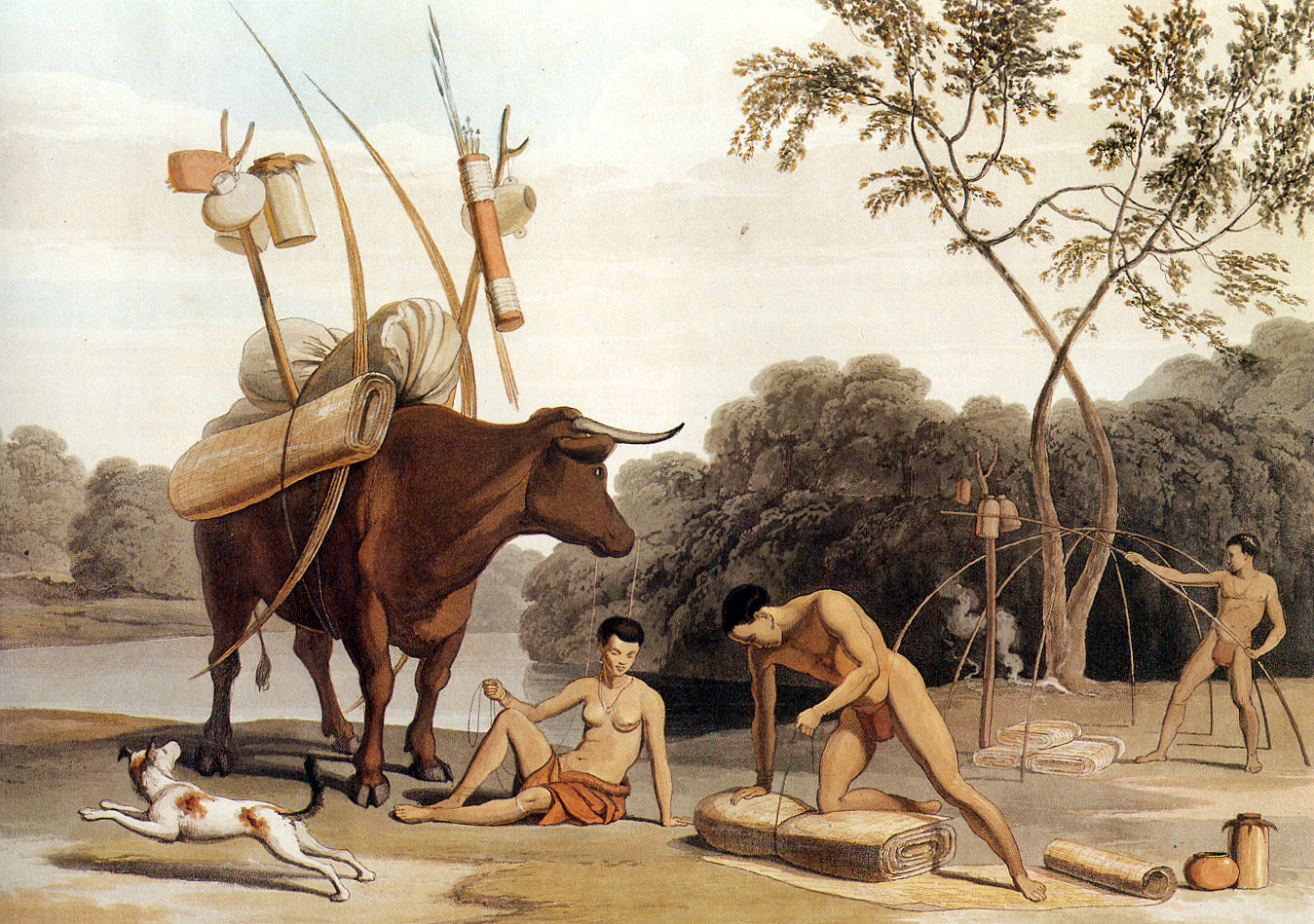
Khoïkhoï en train de démonter leurs huttes provisoires, se préparant pour un départ vers d'autres zones de pâturage. Aquatinte de Samuel Daniell (1805).

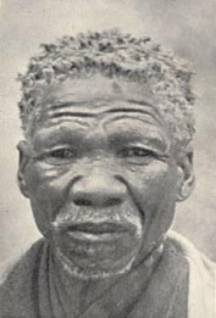
Portrait ancien d'un Khoïkhoï.

Les Khoïkhoï ou Khoï (anciennement désignés comme Hottentots) sont un peuple pastoral et nomade d'Afrique australe. Ils se dénomment eux-mêmes ainsi (littéralement « hommes des hommes »), par opposition à leurs voisins chasseurs-cueilleurs San, qu'ils nomment Sankhoï. Le terme communément utilisé pour désigner ces deux peuples est Khoisan.
L'appellation « Khoïkhoï » a aussi été utilisée dans la littérature pour désigner les peuples de langue khoï d'Afrique australe, en particulier les groupes pastoraux tels que les Griqua, les Nama ou encore les Damara. 
Au XVIIe siècle, les Khoïkhoï élevaient notamment d'importants troupeaux de bovins Nguni dans la région du Cap. 
Entre le XVIIe siècle et le XXe siècle, les Khoïkhoï ont aussi été désignés par les Occidentaux sous le nom de « Hottentots », un terme aujourd'hui considéré comme péjoratif et désuet. C'est sans doute en raison des clics (claquements de langue) caractéristiques des langues khoïsan que les premiers colons néerlandais du XVIIe siècle, puis leurs descendants Afrikaners, ont affublé les Khoïkhoï de l’appellation de « Hottentots », un terme évoquant ce qui était perçu comme un bégaiement.
La femme khoïkhoï la plus connue est Saartjie Baartman, surnommée la Vénus hottentote et exhibée en Europe comme une curiosité.

## Histoire
Présents dans cette partie du monde depuis une trentaine de milliers d'années (de même que le peuple des San), et auteurs de remarquables gravures et peintures rupestres, ils ont été progressivement refoulés par une vague bantoue au cours des trois derniers millénaires.
En 1510, ils affrontent victorieusement les Portugais lors de la bataille de Salt River, au cours de laquelle Francisco de Almeida est tué.
L'arrivée des colons hollandais huguenots au XVIIe siècle, puis britanniques au XIXe siècle a accentué leur déclin.

## Culture et mode de vie
Les Khoïkhoï, littéralement « hommes des hommes », s'intitulent eux-mêmes ainsi par opposition à leurs voisins d'Afrique australe les San, qu'ils nomment « Sankhoï ».
Ces deux peuples parlent des langues apparentées que l'on a regroupées sous le nom de khoïsan, mais leur mode de vie est très différent : le premier vit d'élevage et le second de chasse et de cueillette.
Il existe plusieurs tribus Khoïkhoï : les Namaka, les Enika, les Korana.

## Rapports avec les colons

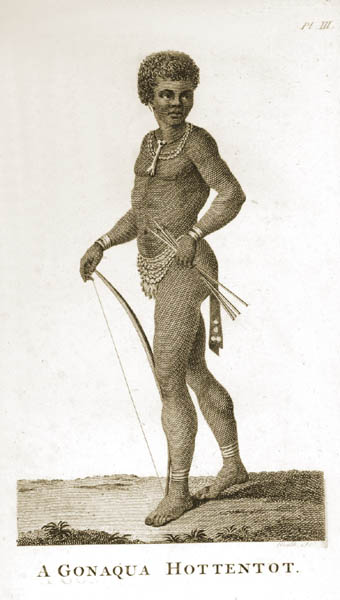
Gravure représentant un « Gonaqua Hottentot », 1790.

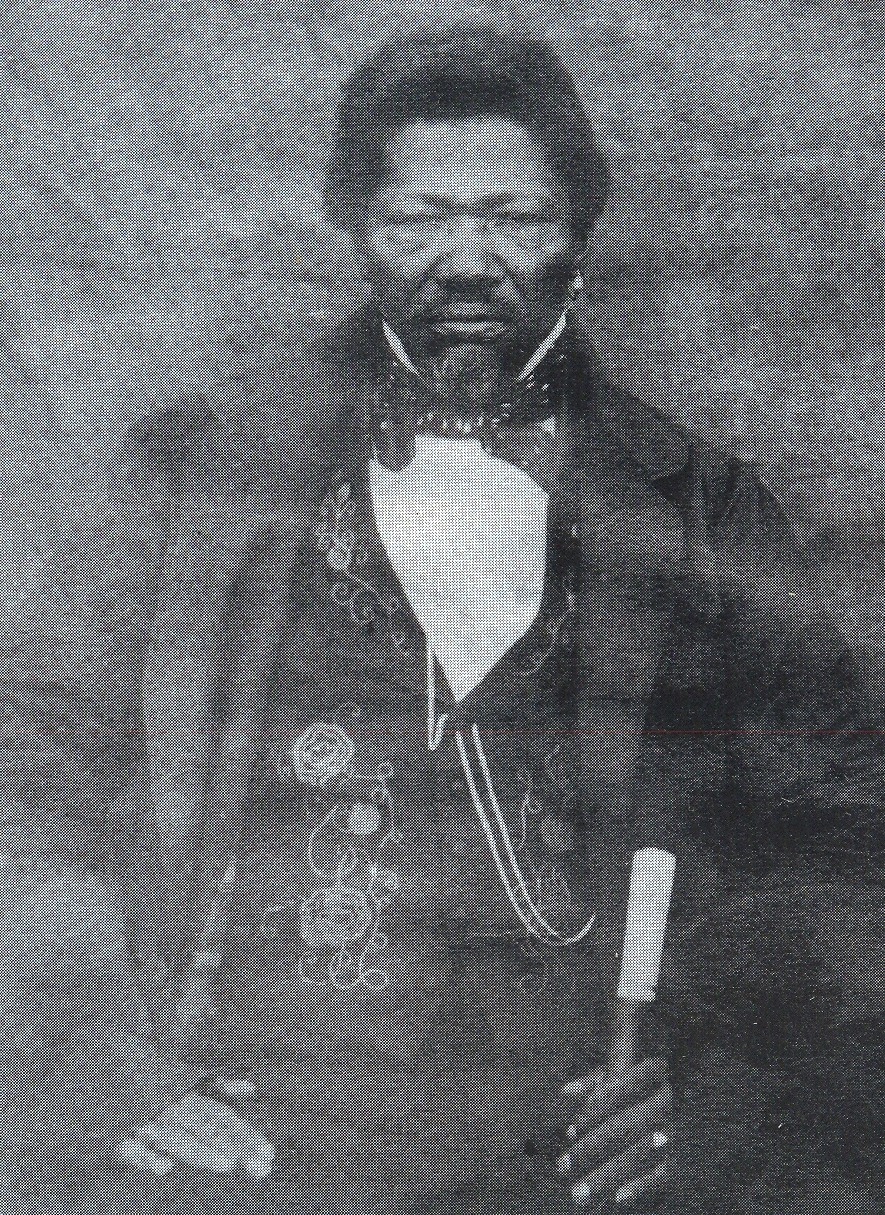
Adam Kok III, 1848.

Les Khoïkhoï ont vite été connus des Occidentaux car leur territoire longeait le trajet maritime de la route des Indes orientales. Ils ont été un objet de fascination pour beaucoup d'explorateurs, de commerçants ou de scientifiques. Cette célébrité acquise à leurs dépens aura des répercussions sur leur histoire et leur développement. Colonisés par les Hollandais, les Britanniques ou encore les Portugais, ils seront durement touchés par le commerce triangulaire.
En plus de l'esclavage, les Khoïkhoï ont suscité un intérêt anthropologique important : un article leur est consacré dans l'Encyclopédie. Ils ont également fait l'objet d'approches philosophiques relativement inédites pour l'époque, Voltaire louant ainsi leur « art de fabriquer eux-mêmes tout ce dont ils ont besoin ».
Mais bien souvent le dégoût et le mépris prenaient le pas sur la simple curiosité culturelle. Buffon les comptait parmi les hommes « les plus misérables de l'espèce humaine ». Un manuel d'instruction élémentaire de 1864 les présente comme étant de « tous les Africains les plus remarquables par leur laideur ». L'intérêt des scientifiques et hommes de lettres de l'époque a pu également dériver vers une forme de fascination qui voyait en cette ethnie des êtres plus proches des bêtes que des êtres humains, ce qui explique entre autres le mépris consensuel à l'égard des Khoïkhoï dont a fait l'objet Saartjie Baartman par exemple, surnommée la « Vénus hottentote » et exposée dans des zoos européens.

## Ethnonymie
Selon les sources, on relève les variantes suivantes de l'ethnonyme : Auen, Hotnot, Hottentot, Hottentots, Khoe-khoe, Khoekhoe, Khoikhoin, Khoi Khoin, Khoikhoi, Khoi-Khoi(s), Khoi, Khoisan(s), Koisan.
Le terme « hottentot » est bien établi en français depuis le XVIIIe siècle et l'Encyclopédie (1re édition) ; il figure dans les dictionnaires depuis au moins 1872 avec le Littré qui le reprend.

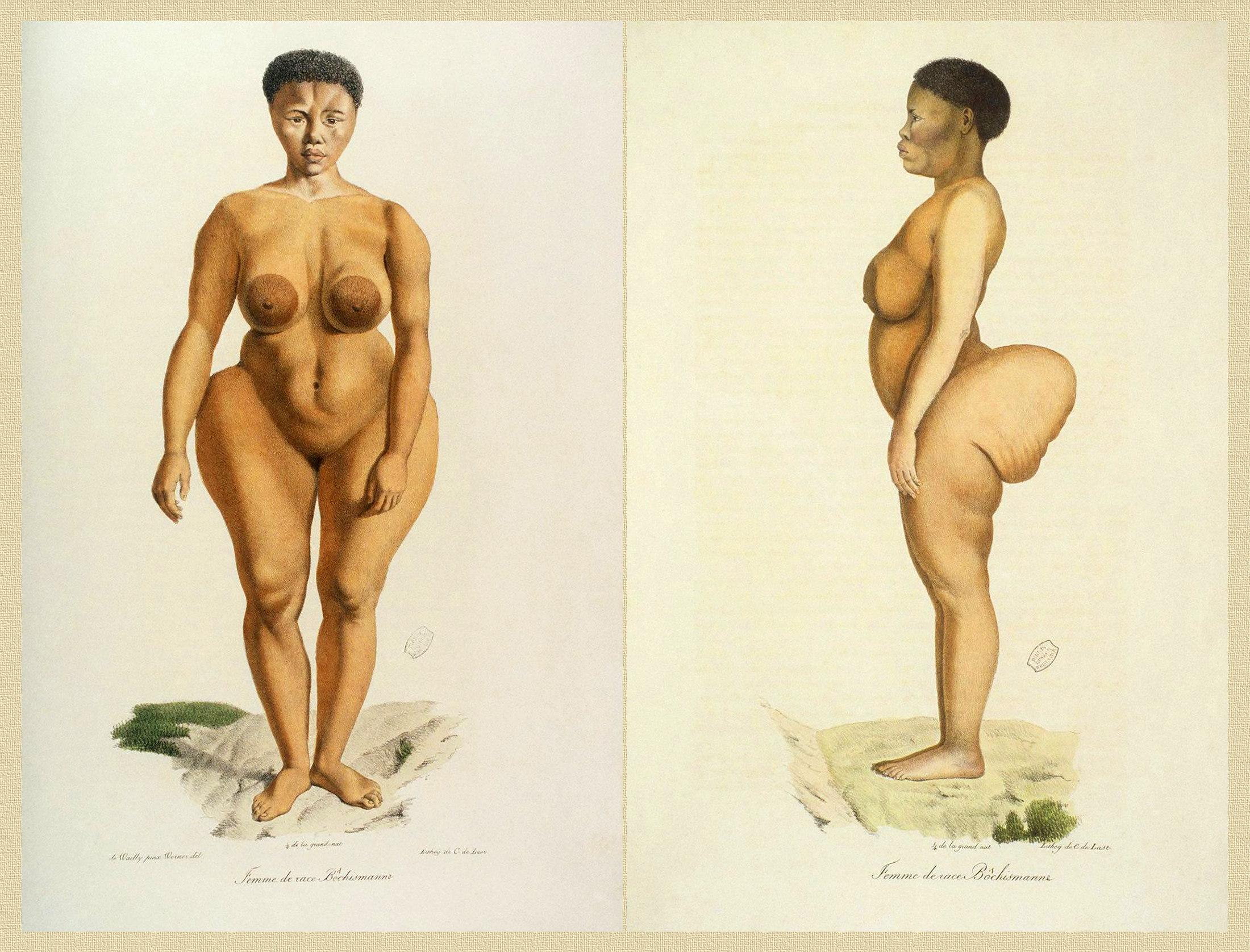
Peinture représentant Saartjie Baartman, 1815.